# Brodowo-Wity
Brodowo-Wity – wieś w Polsce położona w województwie mazowieckim, w powiecie pułtuskim, w gminie Winnica.
Wieś wchodzi w skład sołectwa Brodowo-Bąboły.
W latach 1975–1998 miejscowość administracyjnie należała do województwa ciechanowskiego.